# Floreta Faber

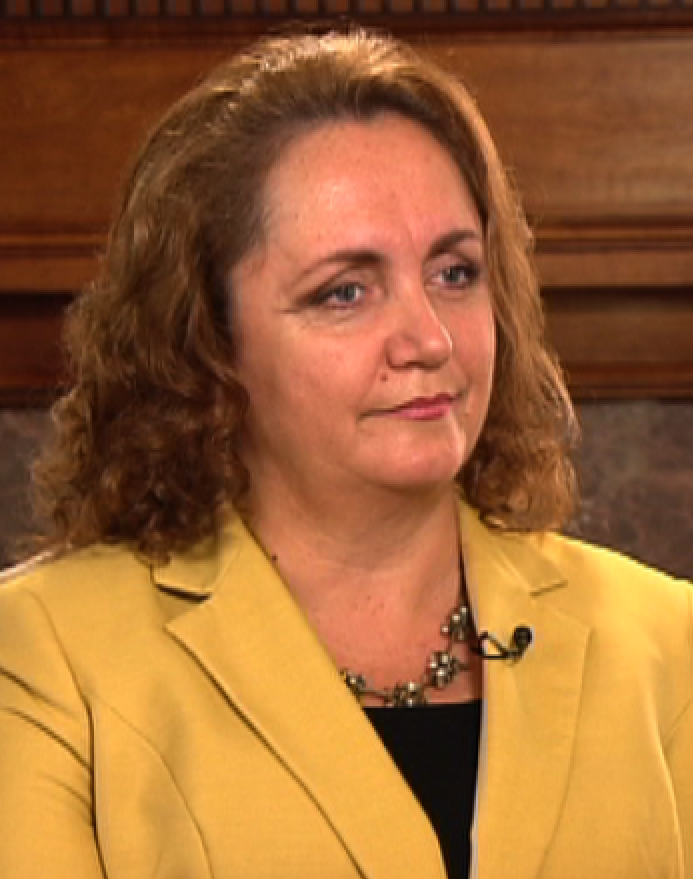
Floreta Faber, 2016

Floreta Faber (* 19. März 1968, Shkodra, Albanien) ist eine albanische Managerin und Diplomatin. Sie war von 2015 bis 2023 Botschafterin ihres Landes in den Vereinigten Staaten.

## Leben
Faber absolvierte 1990 ein Studium der Wirtschaftswissenschaften an der Universität Tirana. Einen zusätzlichen Master of Science im Bereich internationales Marketing und Strategie erwarb sie 1995 in einem zweijährigen Programm der Norwegian School of Management in Oslo, Norwegen, mit einer Zeit als Austauschstudentin an der Washington State University im US-in Pullman, Washington. Einen weiteren Mastertitel erhielt Faber von der privaten Universität Marin Barleti (UMB, Universiteti Marin Barleti) in Tirana. Sie hat verschiedene Führungskräfte-Entwicklungsprogramme und Schulungen absolviert, darunter das International Visitor Leadership Program (IVLP) des Außenministeriums der Vereinigten Staaten und der Harvard University mit Schwerpunkten wie Leadership, internationalen Beziehungen und Diplomatie.
Faber arbeitete von 1995 bis 2000 in verschiedenen Führungspositionen beim Beratungs- und Wirtschaftsprüfungsunternehmen Deloitte & Touche in Tirana und Prag. Anschließend war sie Direktorin der amerikanischen Handelskammer in Albanien (American Chamber of Commerce in Albania), die im Jahr 2000 gegründet wurde.
Im Januar 2015 wurde Floreta Faber zur Botschafterin Albaniens in den Vereinigten Staaten ernannt. Am 18. Mai 2015 übergab sie ihr Akkreditierungsschreiben an Präsident Barack Obama. Dieses Amt hatte sie bis in den Sommer 2023 inne.
Faber ist mit einem Chirurgen verheiratet und Mutter einer Tochter und eines Sohns.